# Coven
Coven – wieś w Anglii, w hrabstwie Staffordshire, w dystrykcie South Staffordshire. Leży 18 km na południe od miasta Stafford i 188 km na północny zachód od Londynu.